# Michail-Doliwo-Dobrowolski-Denkmal
Das Michail-Doliwo-Dobrowolski-Denkmal wurde am 10. Juni 2022 in Stettin enthüllt. Es befindet sich auf dem nach Michail Ossipowitsch Doliwo-Dobrowolski benannten Platz in der Stadtsiedlung Turzyn im Stadtbezirk Śródmieście.

## Geschichte

### Entstehungsgeschichte
Am 15. September 1999 reichte die Gemeinschaft der Stettiner Elektriker beim Stadtrat von Stettin den Antrag ein, Michail Doliwo-Dobrowolskis zu gedenken. Weniger als zwei Jahre später benannte am 29. Mai 2001 der Stadtrat von Stettin den von den Straßen Sikorskiego, Bema und Bohaterów Warszawy begrenzten Platz nach Doliwo-Dobrowolski. Am 5. September 2001 wurde während der 5. Internationalen UEES'01-Konferenz an der Fakultät für Elektrotechnik der Technischen Universität Stettin ein Gedenkstein aus Granit mit einer von Bohdan Ronin-Walknowski entworfenen Gedenktafel auf dem Platz enthüllt.
Mehr als 20 Jahre später beantragte der Verband der Polnischen Elektriker (SEP) gemeinsam mit der polnischen Sektion des IEEE im Zusammenhang mit den in Stettin geplanten Feierlichkeiten zum Internationalen Tag des Elektrikers und zum 160. Geburtstag von Doliwo-Dobrowolski bei der Stadtverwaltung von Stettin die Genehmigung, in der Nähe des Gedenksteins ein neues Denkmal zu errichten. 24. Mai 2022 erteilte der Stettiner Stadtrat mit Beschluss Nr. XL/1099/22 die Baugenehmigung.

### Bauarbeiten
Mit dem Entwurf und der Ausführung der Skulptur betraute man Professor Marian Molenda aus Opole. Der Bildhauer stellte das Aussehen des Erfinders anhand von drei Fotografien nach. Das Denkmal wurde in der Firma Art Odlew aus Opole gegossen, der Entwurf für die Installation stammt von der Firma Qbik aus Nysa, und die Installation führte die Stettiner Firma Enso aus. Die Kosten für den Denkmalbau beliefen sich auf 160.000 PLN und wurden durch Beiträge von Institutionen, Unternehmen, SEP-Niederlassungen und Privatpersonen gedeckt.
Die feierliche Enthüllung des Denkmals fand am 10. Juni 2022 unter der Begleitung einer Blaskapelle aus Łobez statt. Bei der Zeremonie sprachen der Präsident der SEP Dr. Ing. Piotr Szymczak, der Bildhauer Professor Marian Molenda, der Senator der Republik Polen Stanisław Lamczyk, der Vizerektor für Wissenschaft der Technischen Universität Warschau Professor Mariusz Malinowski, der Vizerektor für Organisation und Entwicklung der Westpommerschen Technischen Universität Stettin Dr. hab. Ing. Krzysztof Pietrusewicz, Vorsitzende des Stettiner Stadtrats Renata Łażewska, Dekan der Fakultät für Elektrotechnik Habil. Dr. Krzysztof Okarma und Präsident der Stettiner Niederlassung von SEP Tomasz Pieńkowski. Die Zeremonie wurde von der Stettiner Journalistin Joanna Osińska moderiert.
Dies ist das erste Denkmal in der Welt, das diesem Erfinder gewidmet ist.

## Beschreibung
Das aus Bronze gefertigte und etwa 400 kg schwere Denkmal stellt eine realistische Figur von Michail Doliwo-Dobrowolski dar, die im Maßstab 1:1 wiedergegeben ist. Der Autor gab dem Erfinder ein Aussehen aus der Blütezeit seiner wissenschaftlichen Karriere. Doliwo-Dobrowolski sitzt auf einer Bank, hat das rechte Bein über das linke geschlagen und blickt auf das nahe gelegene Gebäude der Fakultät für Elektrotechnik. In der linken Hand hält er einen Cowboyhut, in der rechten ein Blatt Papier mit seinen wichtigsten Patenten im Bereich der Konstruktion elektrischer Maschinen. Neben dem Erfinder sind an der Rückenlehne der Bank die Logos der Sponsoren des Denkmals angebracht.

## Galerie

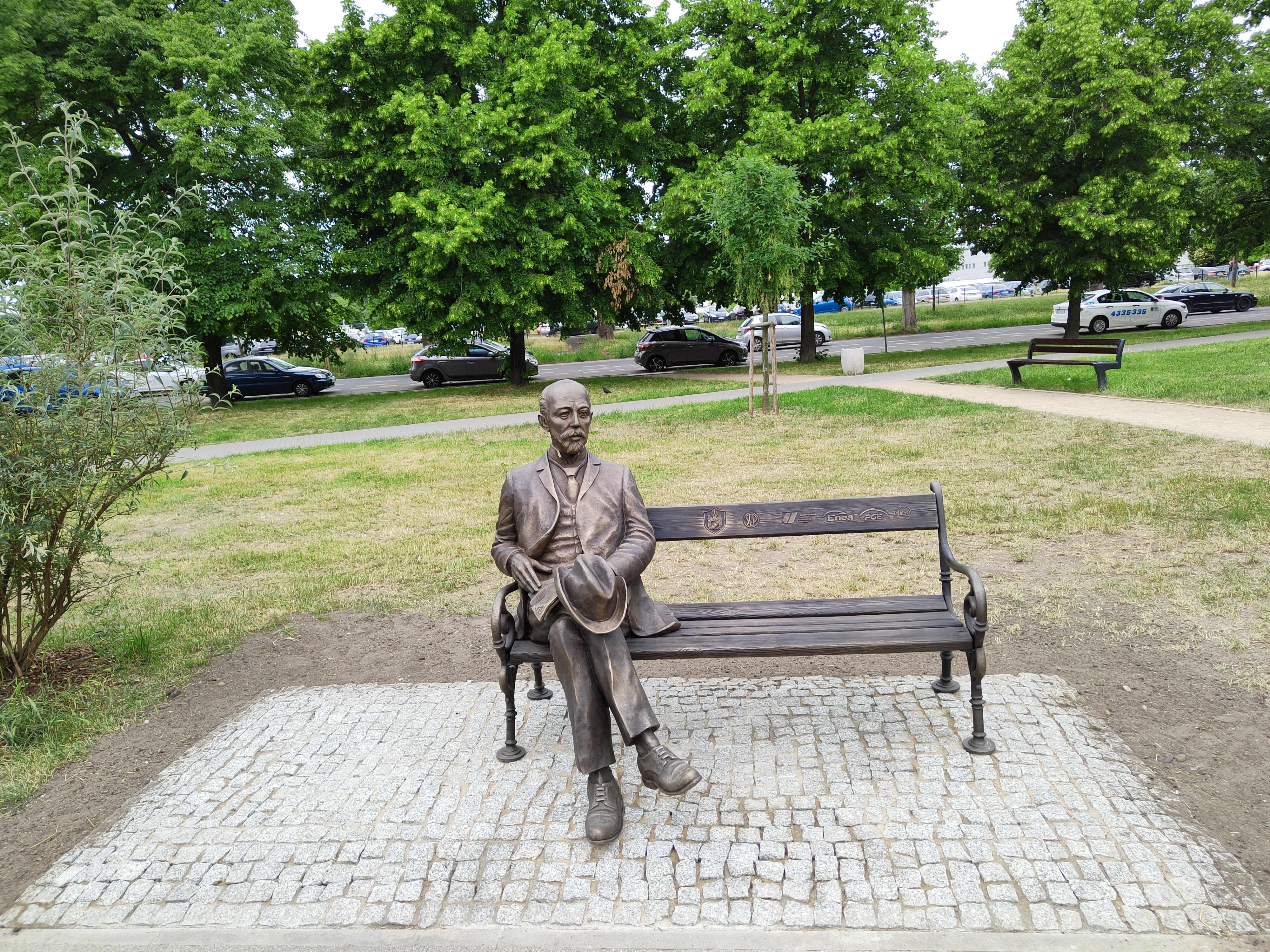
Vorderseite des Denkmals
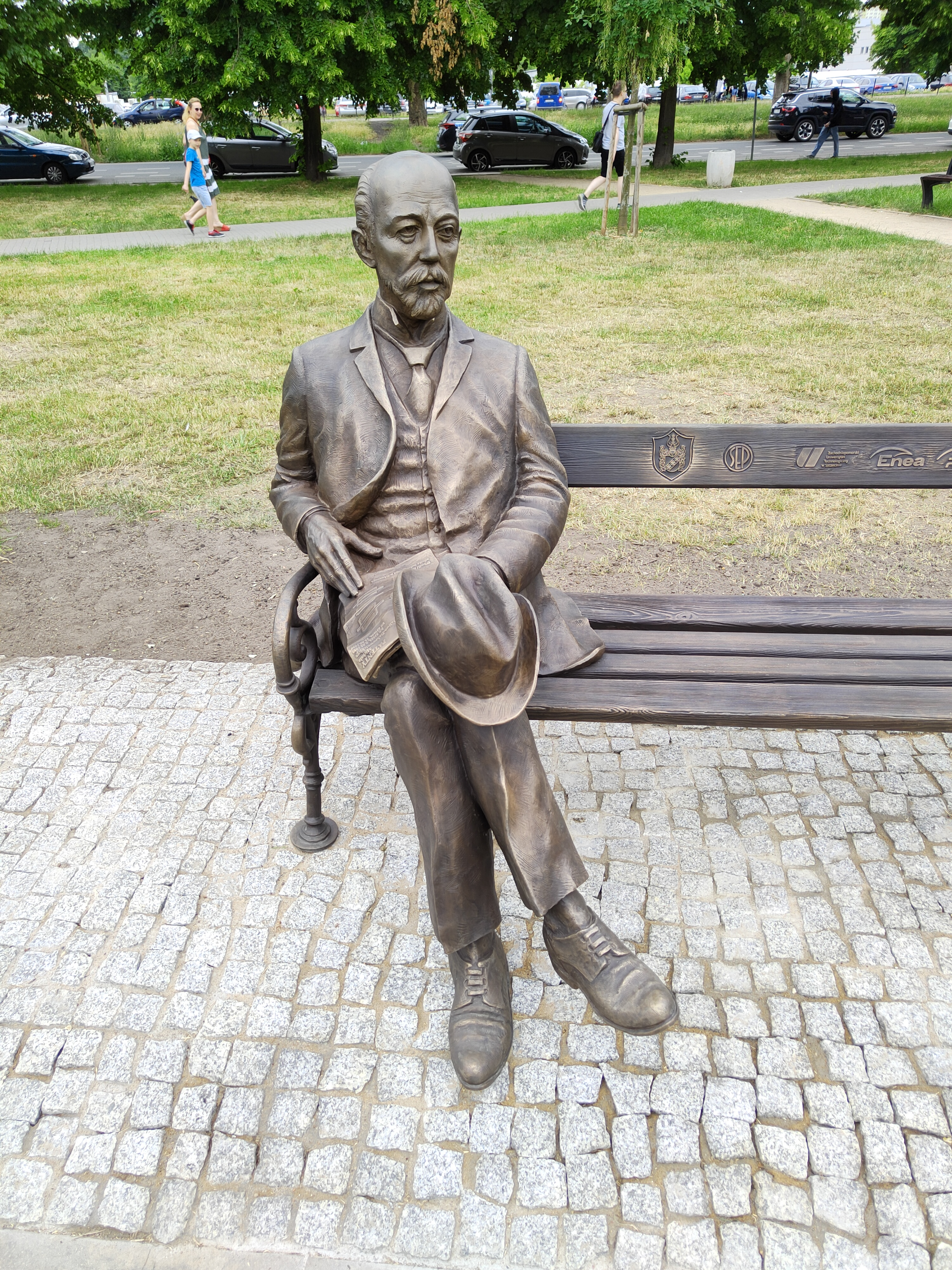
Die Figur des Erfinders
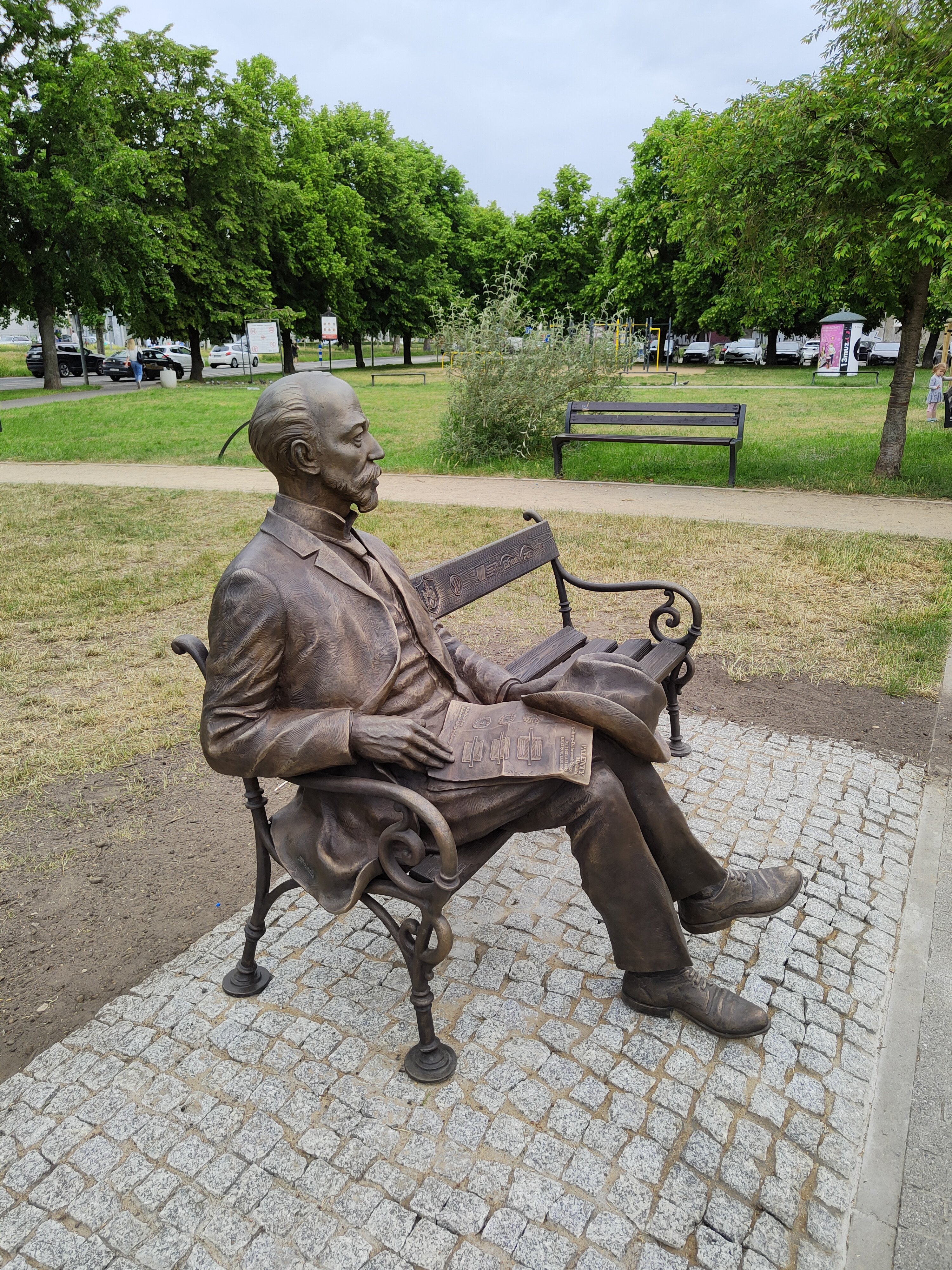
Seitenansicht
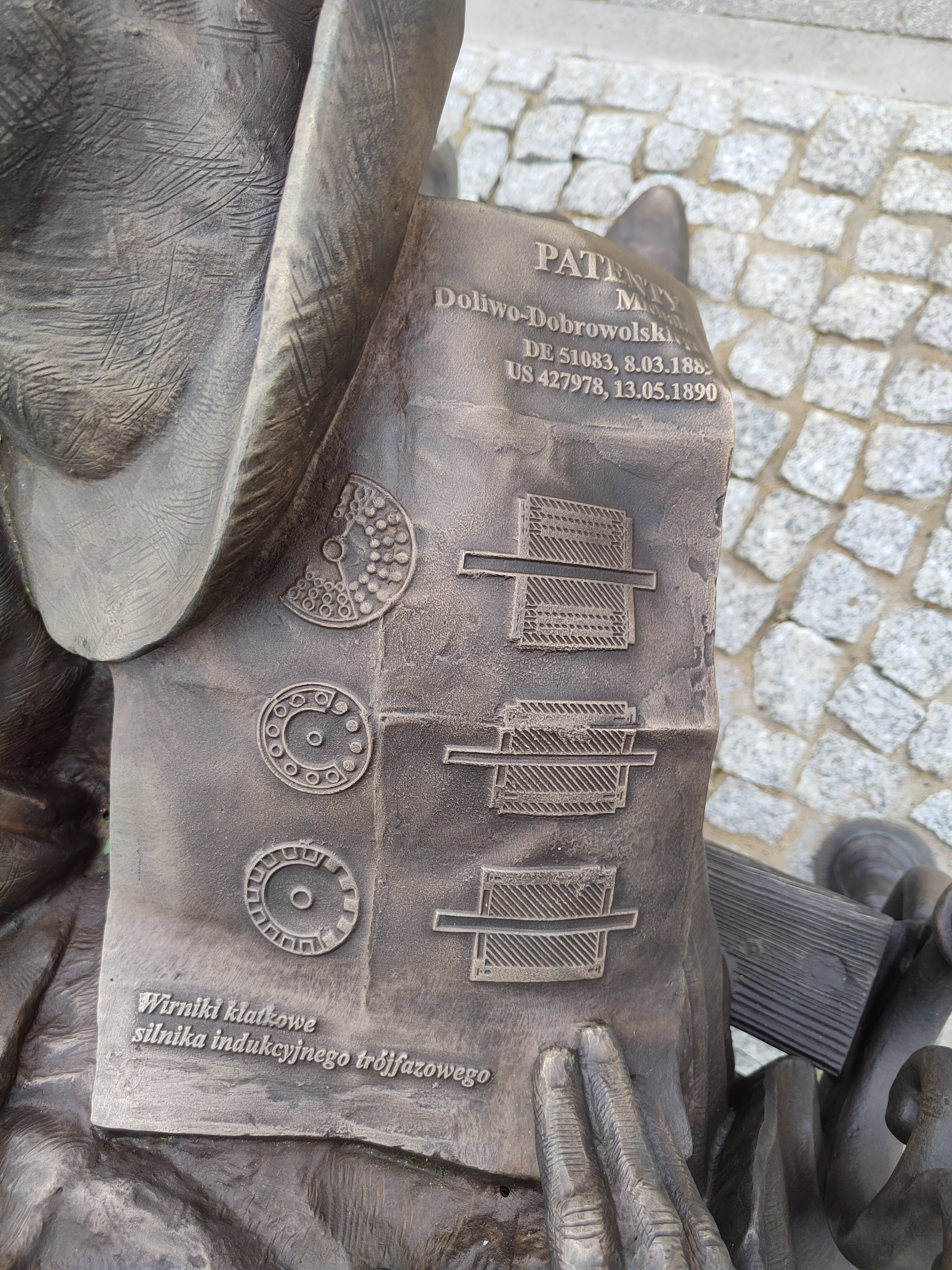
Patente